# 53 Aquarii
53 Aquarii (f Aquarii) é uma estrela múltipla na direção da Aquarius. Possui uma ascensão reta de 22h 26m 34.15s e uma declinação de −16° 44′ 31.7″. Sua magnitude aparente é igual a 5.55. Considerando sua distância de 65 anos-luz em relação à Terra, sua magnitude absoluta é igual a 4.04. Pertence à classe espectral G3V.